# Поява (Halo)
Поява (Emergence) — третій епізод першого сезону американського воєнного науково-фантастичного серіалу «Halo». Епізод написано Роелем Рейне, режисура Вейна Іпа. Перший показ відбувся 7 квітня 2022 року.

## Зміст
Спогад про дівчинку зі злиденної планети Обан. Коли Ковенант на початку війни атакував планету, то нападники дівчинку визначили як наділену особливою силою, і забрали із собою. З часом вона стала Благословенною.
Вдаючи з себе вцілілу полонянку, Благословенна підступно захоплює зореліт ККОН (Космічне Командування Об'єднаних Націй) «Гладіус», на якому вирушає в пошуках артефакта на Мадригал. Також вона обіцяє Пророкам Ковенанту доставити голову «демона» — Джона-117.
Кван переконує Сорена відвезти її на Мадригал, щоб возз'єднатися з повстанцями, вірними її батькові, в обмін на оплату дейтерієм.
Парангоскі наказує Міранді Кіз вивчити наріжний камінь в обхід Голзі.
Кетрін Голзі створює на основі свого клона ШІ Кортану, використовуючи та вбиваючи при цьому власний живий клон. Вона Джону-117 вживлює чип для прямого спілкування з Кортаною. Голзі забороняє ШІ брати під контроль тіло «Спартанця» — бо вірить, що той має цінні спогади.
Але відсутність емоцій заважає Джону-117 пригадати деталі своїх видінь, тому він вирішує вирізати самостійно свій імплантат. Кортана допомагає йому. Після цього Джон-117 пригадує як у дитинстві бачив іншу частину артефакта, котру треба поєднати з першою. Чіф має спогади про батьків, про рідну планету Ерідан-II і про те, як він намалював камінь Мадригала та другий камінь — доповнюючий.
Чіф дізнається від Кетрін, що він походить з планети, населення якої загинуло через епідемію. Джон переконаний, що другий камінь знаходиться на Ерідані II. Оскільки це єдиний спосіб дізнатися що таке Гало, Кетрін, Джон-117 і Кортана відлітають туди.
Кван вирішує повернутися на Мадригал, де владу захопив противник її батька Віншер Ґрат.

## Сприйняття та відгуки
Станом на квітень 2025 року на сайті «IMDb» серія отримала 7.3 бала підтримки з можливих 10 при 5919 голосах користувачів.
У огляді «Den of Geek» Меган Кроуз проставлено 3 зірки із 5 та в огляді зазначено: «„Halo“ починає знаходити свою дорогу, хоча спроба ще трохи хитка. Як дитина, яка намагається не самознищитися під час першого тестового запуску Мйольніра. Завдяки збалансованості сюжету та людських історій, „Звільнений“ досягає золотої середини, яка зміцнює емоційні ритми. Які раніше читалися між рядків. Це класична, пристойна обстановка космічної опери, яка вирізняється вакуумною версією захоплюючої поїздки на шахтному автомобілі. Однак епізод трохи провисає в середині. Спартанці все ще трохи на одне лице, і не носять свої незграбні обладунки так природно, як це робить Пабло Шрайбер.»
Для вебсайту «The A.V. Club» Вільям Гаджес зазначав: «Весь задум знищений сценарієм — який ніколи не підходить для другої чернетки, коли підходить перша чернетка — і постійним й всепроникним відчуттям дешевизни ідей. Дивовижний смак до жорстокості не замінить адекватного використання бюджету. І кінцевий результат — це щось, що буде принаймні трохи відразливим для шанувальників серії ігор. Це імовірно, обернетьсяв всесвітом, який лише трохи схожий на той, на який вони витратили сотні годин. І малоцікавим для звичайних шанувальників наукової фантастики, які шукають наступного рішення.»
Оглядач «IGN» Джессі Шеден писав: «Відмінності між серіалом і вихідним матеріалом стають ще більш очевидними. Там, де ігри — це, в основному, масивні, атмосферні декорації, об'єднані тонким наративом, серіал набагато більше орієнтований на персонажів і історію. Можливо, це не те, на що чекав або навіть сподівався шанувальник „Halo“ в екранізації, але це підхід, який продовжує приносити дивіденди в другому епізоді. „Звільнений“ справді демонструє найбільш значне відхилення серіалу від ігор. Оскільки ми бачимо багато обличчя Пабло Шрайбера протягом цього епізоду. Але, до честі серіалу, це здається необхідною зміною. „Halo“ трохи змінився під час переходу від „Xbox“ до живої гри, але це непогано. Другий епізод серіалу показує набагато більше людської сторони Джона-117, а також швидко виправдовує рішення відкрити його обличчя. Ця частина також успішно позиціонує Макі як гідного антагоніста.»

## Знімались
| Актор            | Роль                 |
| ---------------- | -------------------- |
| Пабло Шрайбер    | Чіф                  |
| Шабана Азмі      | адміралка Парангоскі |
| Наташа Кулзак    | Різ-028              |
| Олів Грей        | Міранда Кейс         |
| Єрін Ха          | Кван                 |
| Бентлі Калу      | Ваннак-134           |
| Кейт Кеннеді     | Кей-125              |
| Чарлі Мерфі      | Макі; Благословенна  |
| Денні Сапані     | Джейкоб Кейєс        |
| Джен Тейлор      | Кортана              |
| Бокім Вудбайн    | Сорен-066            |
| Наташа Мак-Елгон | Кетрін Голзі         |
| Берн Ґорман      | Віншер Грат          |
| Фіона О'Шонессі  | Лаера                |
| Джуліан Бліш     | Мерсі                |
| Карл Джонсон     | Істина               |
| Гілтон Мак-Рей   | Регрет               |
| Раян Макпарланд  | Адун                 |